# Exoprosopa delicata
Exoprosopa delicata är en tvåvingeart som beskrevs av Greathead 1967. Exoprosopa delicata ingår i släktet Exoprosopa och familjen svävflugor.
Artens utbredningsområde är Eritrea. Inga underarter finns listade i Catalogue of Life.